# Esterhazy (powstaniec styczniowy)
Esterhazy, pseud. Otto (ur. ok. 1828, zm. 30 września 1863 w czasie bitwy pod Mełchowem) – węgierski powstaniec, rotmistrz kawalerii, dowódca oddziału wojsk polskich w czasie powstania styczniowego.

## Życiorys
Miał jakoby pochodzić z węgierskiej rodziny magnackiej Esterházych. Jako rotmistrz kawalerii walczył w powstaniu węgierskim w 1849 roku. Dowodząc oddziałem walczył w szeregach Garibaldiego w czasie kampanii włoskiej. Osiedlił się we Włoszech, później przeniósł się do Londynu. W 1863 roku przyjechał do Krakowa.
W czasie powstania został mianowany pomocnikiem organizatora powiatu olkuskiego. Tamże utworzył oddział składający się z 3 kompanii piechoty i kilkudziesięciu jeźdźców, który walczył w szeregach Zygmunta Chmieleńskiego i był jednym z większych oddziałów w guberni krakowskiej
Zginął od strzału w skroń (lub pierś) w czasie bitwy pod Mełchowem, broniąc lewego skrzydła polskiej strony. Został pochowany w pobliskim Lelowie.